# 607 (szám)
A 607 (római számmal: DCVII) egy természetes szám, prímszám.

## A szám a matematikában
A tízes számrendszerbeli 607-es a kettes számrendszerben 1001011111, a nyolcas számrendszerben 1137, a tizenhatos számrendszerben 25F alakban írható fel.
A 607 páratlan szám, prímszám. Normálalakban a 6,07 · 102 szorzattal írható fel.
Mersenne-prímkitevő. Kiegyensúlyozott prím. Pillai-prím.
Szigorúan nem palindrom szám.
A Sylvester-sorozat 6. sorszámú elemének egyik prímtényezője.
A 607 négyzete 368 449, köbe 223 648 543, négyzetgyöke 24,63737, köbgyöke 8,467, reciproka 0,0016474. A 607 egység sugarú kör kerülete 3813,89348 egység, területe 1 157 516,672 területegység; a 607 egység sugarú gömb térfogata 936 816 826,2 térfogategység.
A 607 helyen az Euler-függvény helyettesítési értéke 606, a Möbius-függvényé −1.